# Period Shaming
Period Shaming (wie englisch period shame von englisch shame „beschämen“; deutsch übersetzt „Perioden-Beschämung“) umfasst die Scham (Menstruationsscham), das Stigma und ein bestehendes Informationsdefizit rund um die Periodenblutung (Menstruation). Neben Schamgefühlen kann das Tabuthema Menstruation auch Ekel und Vorstellungen von Unreinheit hervorrufen.
Die Menstruation ist weltweit auf verschiedenste Art mit Scham behaftet. Dies wird von den Vereinten Nationen, neben fehlender sexueller Aufklärung und der Desinformation über die Menstruation, als Bedrohung der Menschenrechte angesehen, da Mädchen und Frauen dadurch Diskriminierung, Gewalt und Gesundheitsproblemen ausgesetzt sind.

## Historischer Hintergrund
Die negative Wahrnehmung der Menstruation war bereits in der Antike üblich, als der Glaube weit verbreitet war, der weibliche Körper sei „mangelhaft“ und müsse sich daher monatlich überschüssiger Flüssigkeit entledigen. Historisch und religiös gewachsene Tabus führten dazu, dass die Erforschung des weiblichen Zyklus sehr spät erfolgte. Erst ab den 1980er Jahren gab es gesicherte wissenschaftliche Erkenntnisse über die körperlichen und hormonellen Abläufe während der Menstruation.

### Monotheistische Religionen
Juden- und Christentum haben zur Stigmatisierung der weiblichen Periode beigetragen. Das Alte Testament beschreibt die Periode im Buch Levitikus (Rituelle Reinheitsgebote; Kapitel 15) als „unrein“ und behauptet, dass „unrein bis zum Abend“ sei, wer eine menstruierende Frau berührt. Für sieben Tage unrein wäre, wer während der Periode mit einer Frau schläft (Levitikus 15 Abschnitt 24).
Das Konzept der Reinheit (beziehungsweise Unreinheit) findet sich auch im Islam. Der Koran erwähnt die Menstruation in Sure 2:222 und beschreibt sie als „ein Leiden“. Männer werden dazu aufgefordert, sich von menstruierenden Frauen fernzuhalten, bis diese wieder rein sind. Je nach Auslegung verbietet der Koran Menstruierenden zu beten oder zu fasten sowie eine Moschee aufzusuchen oder den Koran zu berühren.

### Sonstige Religionen
Auch in Ausprägungen des Hinduismus und des Buddhismus ist die Vorstellung verbreitet, Menstruationsblut sei eine Quelle der Verunreinigung. Der brahmanische Hinduismus verlangt den völligen Rückzug der Frau für die ersten drei Tage der Periode, in denen sie keine religiösen oder weltlichen Handlungen vollziehen soll und sich darüber hinaus von ihrer Familie fernhalten sollte.
Bis 2017 war Frauen im Alter von 10 bis 50 Jahren der Besuch einiger Tempel in Indien untersagt, da sie menstruieren könnten. Im Fall von Sabarimala 2018 wurde das Verbot erst 2018, im Zuge der Gleichbehandlung beider Geschlechter offiziell gekippt. Es folgten Proteste, bei denen über 3.300 Befürworter des Verbotes vorübergehend festgenommen werden mussten, nachdem sie versucht hatten, Frauen den Zutritt zu dem Tempel zu verwehren.

## Mögliche Ursachen

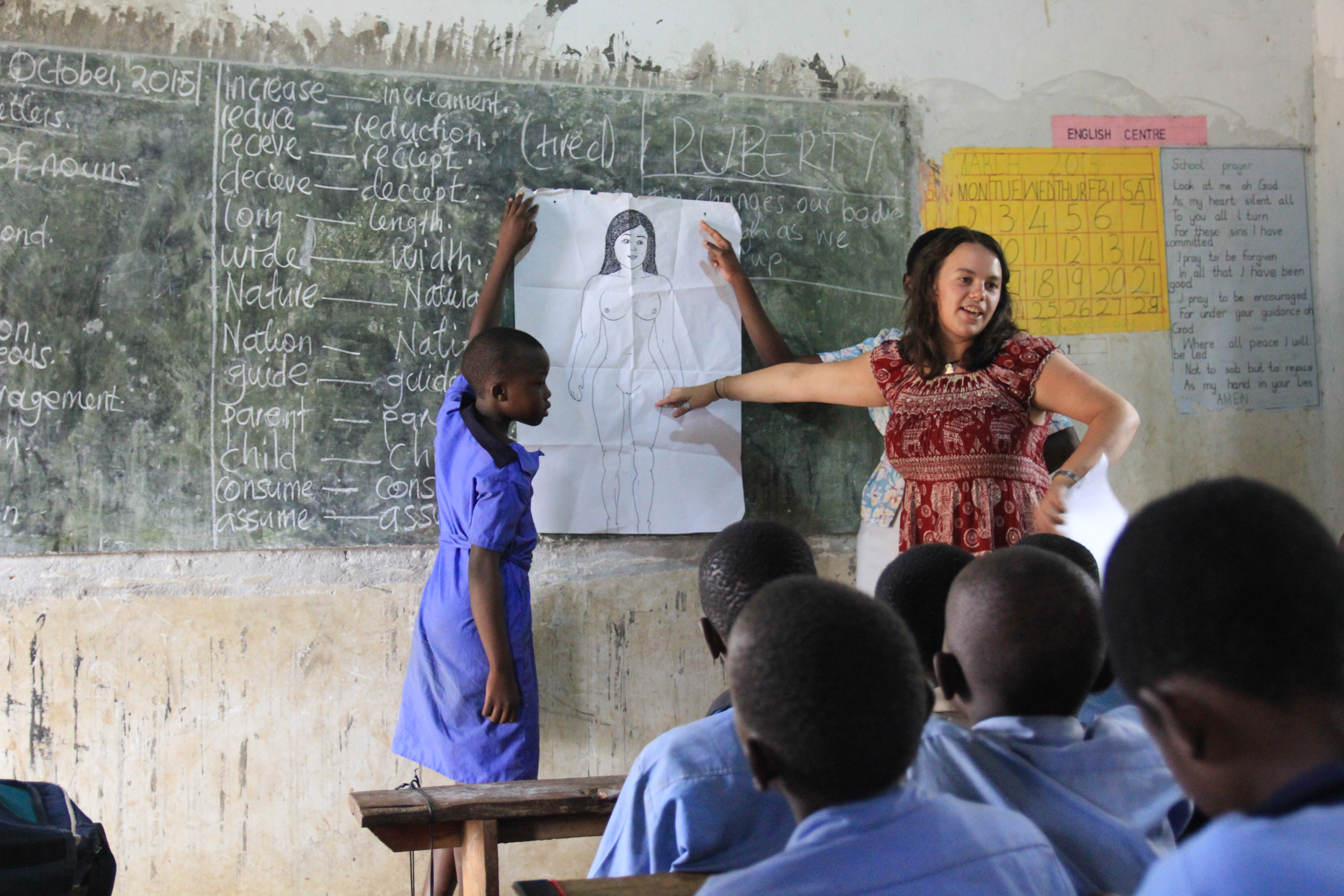
Sexualaufklärung dient als wichtige Voraussetzung für das Verständnis körperlicher Abläufe, wie der Menstruation

Gesellschaftlich etablierte Tabus sowie fehlende oder mangelhafte Bildung im Bereich der Sexualaufklärung und Gesundheitserziehung begünstigen die Stigmatisierung Menstruierender. Die Ursachen unterscheiden sich regional. In der Regel bilden Tabus und mangelnde Bildung die Grundlage für einen mit Menstruation assoziierten Aberglauben. Hinzu kommt eine unrealistische Darstellung der Menstruation in der Werbung. Menstruationsprodukte versprechen Reinheit und Sicherheit durch einen „sauberen“ und unauffälligen Umgang mit der Periode.
Aufgrund fehlender Bildung glauben 48 Prozent der Mädchen im Iran sowie 10 Prozent in Indien und sieben Prozent in Afghanistan, dass die Menstruation eine Krankheit sei. Umfragen zufolge wussten vor der Menarche 51 Prozent der Mädchen in Afghanistan und 82 Prozent in Malawi nicht, dass es sich um einen normalen körperlichen Ablauf handelt.
In Tansania wussten nach Angaben der Hilfsorganisation Elle Peut – Naidim (EPN) 90 Prozent der Mädchen nicht, was die Periode ist und wie sie mit ihr umgehen können. Aufgrund unzureichender Monatshygiene kommt es zu Infektionen und Entzündungen, wenn versucht wird, die Blutung mit Lehmpfropfen, Federn oder Textilfetzen zu stoppen. Zu den in Tansania noch immer verbreiteten Fehlinformationen und Verboten zählen:
- Menstruierende sollen weder kochen noch das Essen salzen.
- Halten sich Menstruierende und Männer im gleichen Raum auf, besteht die Gefahr einer Schwangerschaft.
- Schmerzmittel gegen Menstruationsbeschwerden machen unfruchtbar.
- Innere Organe können durch zu viel Bewegung während der Periode herausfallen.

Vielen Menstruierenden ist nicht bewusst, dass alle gesunden Frauen im gebärfähigen Alter einen monatlichen Zyklus durchlaufen.
Die Hälfte der befragten Mädchen in einer irischen Studie fand die Schule nicht hilfreich bei der Bereitstellung von Informationen über die Menstruation.
In der heutigen Zeit sterben Menstruationsmythen zunehmend aus, da es keine wissenschaftlichen Beweise dafür gibt, treten aber vereinzelt noch auf. So z. B. der Aberglaube von der Schädlichkeit des Menstruationsbluts oder der Körperflüssigkeiten menstruierender Frauen. Demzufolge sollten menstruierende Frauen beispielsweise keine Sahne schlagen, da diese sonst schlecht würde, kein Obst und Gemüse einkochen, nicht beim Schlachten helfen, nur mit Haushaltshandschuhen putzen, sich keine Wasser- oder Dauerwelle machen lassen et cetera.

## Umfragen und Berichte
Zu dem Thema wurden zahlreiche Studien durchgeführt und Berichte veröffentlicht, im folgenden Abschnitt eine kleine Auswahl.
Eine repräsentative Umfrage unter österreichischen Jugendlichen ergab 2017, dass 60 Prozent der Mädchen ihrer Menstruation negativ gegenüber stehen, 70 Prozent der Jungen finden das Thema Menstruation unwichtig und peinlich. Die Umfrage ergab außerdem auch, dass 53 Prozent der Mädchen kein Problem damit haben, über Menstruation zu sprechen. Fast 18 % hingegen fühlen sich dabei unwohl und wollen das Thema meiden.
Die Ergebnisse der Umfrage zeigen zum Teil massive Lücken im Basiswissen über Menstruation – sowohl bei Mädchen als auch bei Jungen. Dies lässt darauf schließen, dass die Menstruation nicht ausreichend oder nicht adäquat im Unterricht behandelt wird. Gewisse Themen wie der richtige Umgang mit Menstruationsprodukten oder die gesundheitlichen bzw. ökologischen Auswirkungen dieser Produkte finden großteils überhaupt keine Erwähnung.
Die Organisation plan international UK veröffentlichte im Januar 2018 einen Bericht über den Umgang mit Menstruation im Vereinigten Königreich und anderen Ländern. Dieser zeigt, dass die Situation für Mädchen nicht positiv ist, da allgegenwärtige Stigmatisierungen und Tabus einen großen Einfluss darauf haben, wie Mädchen ihre Menstruation erleben und verstehen.
Demnach haben Tabus und die mangelnde Bildung rund um die Menstruation den Alltag von Mädchen eine Reihe von negativen Auswirkungen. Die mangelnde Unterstützung und Aufklärung über die Menstruation in Schulen kann auch zu Fehlzeiten in der Schule führen und dazu, dass Mädchen Aktivitäten wie Sport meiden.
Eine Studie von vier amerikanischen Wissenschaftlerinnen kam zu dem Ergebnis, dass eine negative Einstellung zu den reproduktiven Grundfunktionen, die sich durch das Gefühl von Menstruationsscham erhöht, zu einem veränderten Sexualverhalten führt. Betroffene Frauen haben weniger Sex und sind gleichzeitig in einem höheren Maß Risiken wie sexuell übertragbaren Krankheiten und ungewollter Schwangerschaft ausgesetzt.

## Mögliche Folgen

### Für Betroffene
Betroffene Frauen reagieren unterschiedlich, wobei die Folgen sowohl die physische als auch die psychische Gesundheit betreffen oder sozialer Natur sein können, indem sie sich (in einigen Ländern) beispielsweise auf die Länge und Frequenz des Schulbesuches auswirken.
Mögliche Folgen für Betroffene sind:
- psychische Probleme (einschließlich Depressionen[7])
- Erhöhung der Gefahr von sexuellen Übergriffen, da Frauen, die sich mit ihrem Körper unwohl fühlen, im Schnitt weniger sexuell selbstbestimmt sind[10][11]
- Infektionen und Entzündungen, durch die Verwendung ungeeigneter Monatshygiene (siehe auch: Bakterielle Vaginose)[7]
- Verstärkung der geschlechtsspezifischen Diskriminierung und Verewigung der Vorstellung, dass menstruierende Frauen und Mädchen unrein sind[12]
- Menstruationstabus können Frauen und Mädchen davon abhalten, Wasser zu berühren oder zu kochen, religiösen Zeremonien beizuwohnen oder sich an Gemeinschaftsaktivitäten zu beteiligen. Diese Tabus verstärken die geschlechtsspezifische Diskriminierung und verewigen die Vorstellung, dass menstruierende Frauen und Mädchen unrein sind.[4][13]
- Mädchen verpassen aufgrund ihrer Menstruation Unterricht, da sie in dieser Zeit nicht zur Schule gehen, oder brechen ihren Schulbesuch mit Einsetzen der Menstruation vollständig ab.[6][7] In Afrika nimmt beispielsweise im Schnitt eines von zehn Mädchen nicht am Schulunterricht teil, da sie keinen Zugang zu Hygieneprodukten haben oder es keine sicheren, privaten und hygienischen Toiletten in der Schule gibt.[14]

### Umweltbelastung als weitere Folge
Darüber hinaus können in Ländern, wo Wegwerfprodukte als Monatshygiene genutzt werden, erhebliche Mehrkosten durch nicht fachgerechte Entsorgung von Menstruationsprodukten entstehen. Eine Umfrage unter Jugendlichen zeigte, dass bis zu 83 Prozent der Mädchen Monatshygieneprodukte nach Gebrauch in die Toilette werfen. Auf die Frage, warum sie dies täten, antworteten fast 20 Prozent, dass es keinen Mülleimer direkt neben der Toilette gäbe, und 25 Prozent, dass ihnen die Entsorgung in Mülleimern außerhalb des WCs peinlich wäre. Eine weitere Umfrage ergab, dass jede 6. erwachsene Frau ihre Monatshygiene teilweise oder gewohnheitsgemäß über die Toilette entsorgt. Die Entsorgung von Menstruationsprodukten in der Toilette kann nicht nur zur Verstopfung der Kanalisation führen, sondern ist auch für die Kläranlagen eine Herausforderung, da der Müll entfernt und verbrannt werden muss. All das verursacht Kosten für das Gemeinwesen und neben den Belastungen der Abwassersysteme können Gewässer zusätzlich durch kleine Plastikteilchen, welche u. a. in vielen konventionellen Monatshygieneprodukten enthalten sein können, verunreinigt werden.